# Агнесса Жаганьская
Агнесса Жаганьская (чеш. Anežka Hlohovská, пол. Agnieszka Żagańska; ок. 1321 — 7 июля 1362) — силезская княжна из глогувской линии династии Силезских Пястов, жена князя Легницы и Бжега Людвика I (1313/1321 — 6/23 декабря 1398).

## Биография
Агнесса была дочерью князя Глогувского и Жаганьского Генриха IV Верного и Матильды Бранденбургской, дочери маркграфа Бранденбург-Зальцведельского Германа I.
В 1332 11-летняя Агнесса была выдана замуж за князя Лешека Рацибужского. Этот брак продолжался четыре года, до смерти Лешека, и был бездетным.
В 1338/1340 году Агнесса Жаганьская вышла замуж за Людвика I Бжегского, второго сына князя Легницы Болеслава III Расточителя.  Супруги имели в браке двух сыновей и четырех дочерей:
- Маргарита (1342/1343 — 18/22 февраля 1386), жена с 19 июля 1353 года графа Голландии Альбрехта Баварского (1336—1404)
- Генрих VII Бжегский (1343/1345 — 11 июля 1399), князь Бжегский (1361—1399)
- Катарина (1344/1345 — 10 апреля 1404/4 октября 1405), аббатиса в Тшебнице (1372)
- Ядвига (1346 — 10 января 1386/1396), муж с ок. 1366 года князь Ян II Освенцимский (1344/1351 — 1376)
- Вацлав (1344/1351 — 1358/1361)
- дочь (род. до июля 1351 и ум. в младенчестве)

Агнесса Жаганьская умерла в 6 или 7 июля 1362 года. 